# Sabine Kusterer
Sabine Beate Kusterer (* 4. Januar 1991 in Karlsruhe) ist eine deutsche Gewichtheberin. Sie ist mehrfache deutsche Meisterin und zweimalige Olympiateilnehmerin.

## Leben
Sabine Kusterer ist gebürtige Karlsruherin wohnt und trainiert in Leimen und startete in den ehemaligen 58-kg- und 63-kg-, später in den 59-kg- und 64-kg-Gewichtsklassen. Von 2006 bis 2009 war sie Deutsche Jugendmeisterin, 2008 auch Jugend-Europameisterin (58-kg-Klasse).
Seit 2011 gehört Kusterer als Sportsoldatin der Spitzensportfördergruppe der deutschen Bundeswehr an.
In der 63-kg-Klasse wurde Kusterer (61,4 kg Körpergewicht) bei den Internationalen Deutschen Jugendmeisterschaften am 7./8. November 2008 in Ohrdruf nach Sinclair-Punkten Beste vor Christin Ulrich, Breitungen, mit 221,78 Punkten für 85 kg im Reißen und 100 kg im Stoßen; Ulrich (63,0 kg) gewann diese Klasse jedoch in der klassischen Wertung mit 82 kg/104 kg.
Bei den Weltmeisterschaften 2010 belegte sie in der 58-kg-Klasse den 17. Platz im Zweikampf bei jeweils 22. Plätzen in den Einzeldisziplinen. Zwar konnte sie bei den Weltmeisterschaften 2011 ihre persönliche Bestleistung auf 192 kg (= 87 kg + 105 kg) in der Zweikampfwertung steigern, doch reichte das nur für Rang 21.
Bei den Europameisterschaften 2011 belegte sie mit 188 kg Zweikampfleistung den 7. Platz in der 58-kg-Klasse vor der leistungsgleichen, aber 300 g schwereren Finnin Heidi Harju; dabei stellen die 85 kg im Reißen Platz 6 dar. Nach Sinclair-Punkten bewertet ist die Zweikampfleistung die fünftbeste gewesen. Bei den Europameisterschaften 2012 reichten 192 kg (87 kg + 105 kg) nur zu Platz 9. Ebenfalls 2012 wurde sie erstmals deutsche Meisterin im Seniorenbereich (Klasse bis 63 kg).
Bei den Europameisterschaften 2013 hatte sie nur zwei gültige Versuche und wurde in der 58-kg-Klasse Siebte in den Einzeldisziplinen sowie der Zweikampfwertung mit 188 kg (Reißen 85 kg; Stoßen 103 kg).
Zwei deutsche Rekorde erreichte Sabine Kusterer bei den Deutschen Meisterschaften 2013 in Ohrdruf in der Klasse bis 63 kg: 92 kg im Reißen sowie 202 kg im Zweikampf.
Bei den Olympischen Spielen 2016 in Rio konnte Sabine Kusterer als Gewinnerin der B-Gruppe einen 10. Rang im Gesamtklassement erreichen. Dies erreichte sie mit neuen persönlichen Bestleistungen in der 58-kg-Kategorie.
Bei den Olympischen Spielen 2020, ausgetragen 2021 in Tokio, erreichte Sabine Kusterer ebenfalls einen 10. Rang im Gesamtklassement der 59-kg-Gewichtsklasse (Zweikampfleistung von 198 kg, Reißen 91 kg, Stoßen 107 kg).
Zusätzlich zu ihrer sportlichen Karriere ist Sabine Kusterer ehrenamtliche Vizepräsidentin und Sportbotschafterin des Badischen Sportbund Nord sowie Teil des Präsidium des Landessportverbandes Baden-Württemberg, wo sie als Vertreterin der Fachverbände tätig ist.
Im Jahr 2023 wechselt Kusterer von ihrem Heimverein KSV Durlach zum Deutschen Mannschaftsmeister SV Germania Obrigheim. In der Saison 2023/24 ist Sabine Kusterer mit 150 Relativpunkten die stärkste deutsche Frau in der ersten deutschen Bundesliga und erreichte mit den Obrigheimer Gewichthebern ungeschlagen die Tabellenführung der Bundesliga.
Mit 33 Jahren gibt Sabine Kusterer dei den Europameisterschaften im Februar 2024 in Sofia (Bulgarien) ihr internationales Karriereende in der deutschen Nationalmannschaft bekannt.
Seit 2023 ist Sabine Kusterer Trainerin der Luxemburgerin Mara Strzykala, der ersten Frau in der Sportgeschichte die Luxemburg international im Gewichtheben repräsentierte.

## Persönliche Bestleistungen
58-kg-Klasse (Stand: 8. August 2016):
- 90 kg im Reißen, erzielt bei den OS 2016
- 110 kg im Stoßen, erzielt bei den OS 2016
- 200 kg in der Zweikampfwertung, erzielt bei den OS 2016

63-kg-Klasse (Stand: 6. September 2013):
- 93 kg im Reißen, erzielt bei den Europameisterschaften in Tel Aviv 2014
- 112 kg im Stoßen, erzielt bei den Europameisterschaften in Tel Aviv 2014
- 205 kg in der Zweikampfwertung, erzielt bei den Europameisterschaften in Tel Aviv 2014
- Die Bestleistungen im Reißen und Zweikampf sind deutsche Rekorde in der ehemaligen Gewichtsklasse.

59-kg-Klasse (Stand: Juli 2021):
- 94 kg im Reißen (Europameisterschaften, Batumi, 2019)
- 113 kg im Stoßen (Olympiatestwettkampf, Grünstadt, 2021)
- 207 kg in der Zweikampfwertung (Olympiatestwettkampf, Grünstadt, 2021)
- Mit alle drei Leistungen stellte sie deutsche Rekorde auf.

64-kg-Klasse:
- 98 kg im Reißen (Heidelberg, 2022)
- 120 kg im Stoßen (Heidelberg, 2022)
- 218 kg in der Zweikampfwertung (Heidelberg, 2022)